# Wladimir d’Ormesson

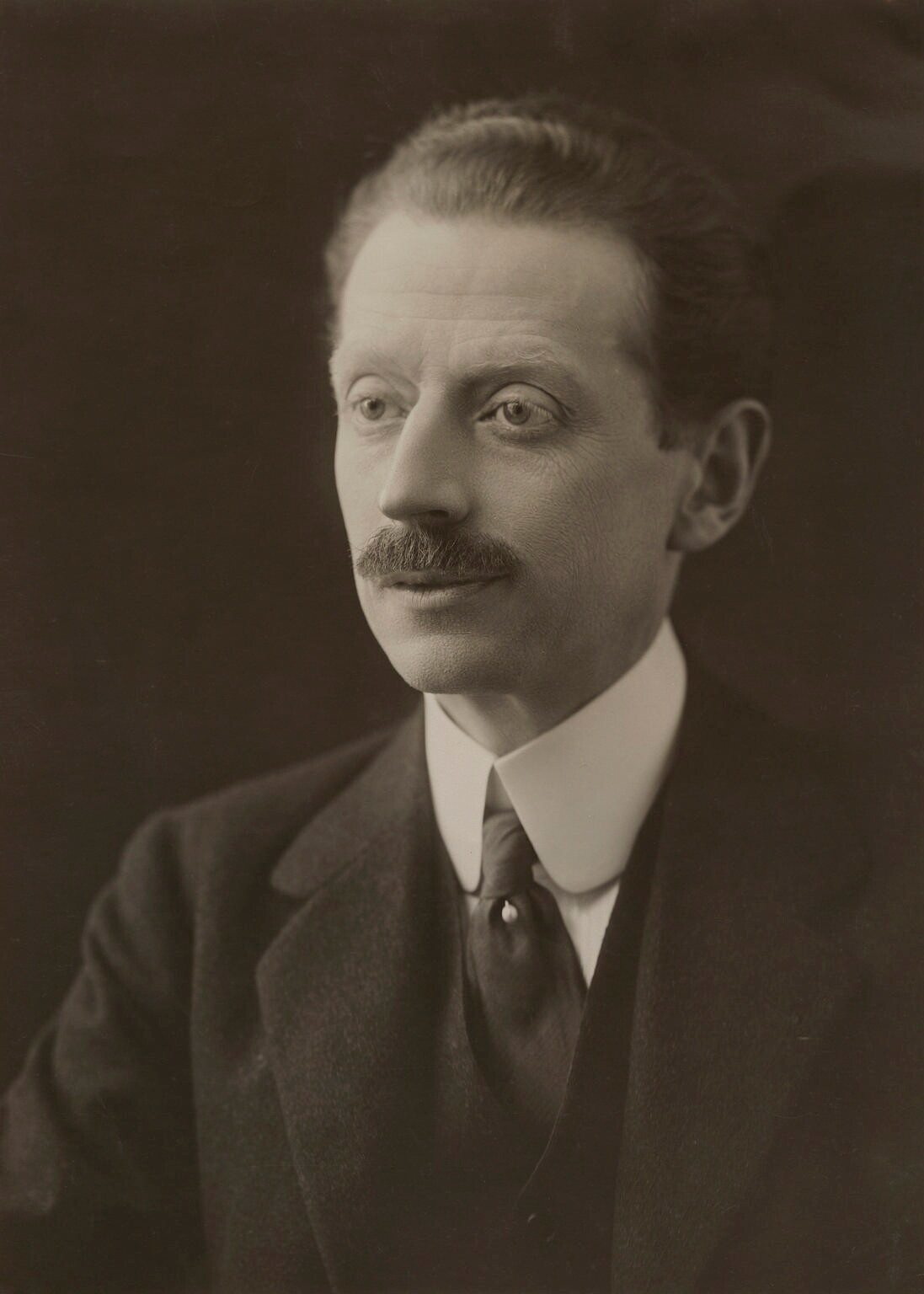
Wladimir d’Ormesson (1919)

Wladimir d’Ormesson (* 2. August 1888 in Sankt Petersburg; † 15. September 1973 in Ormesson-sur-Marne) war ein französischer Schriftsteller, Journalist und Diplomat.

## Leben und Wirken
Er schrieb für die Tageszeitung Le Figaro und veröffentlichte zahlreiche Essays und Romane. Er stammte aus einer Diplomatenfamilie und war selbst nacheinander der französische Botschafter beim Heiligen Stuhl, in Buenos Aires und in Santiago de Chile. D’Ormesson wurde 1956 in die Académie française aufgenommen.
In der Zwischenkriegszeit setzte sich Wladimir d’Ormesson engagiert für eine Aussöhnung Frankreichs mit Deutschland ein. In der Rückschau bewertete D’Ormesson seine französisch-deutschen Vermittlungsversuche allerdings überaus kritisch.  Während der deutschen Besetzung Frankreichs im Zweiten Weltkrieg wurden die Bücher auf die Liste Otto aufgenommen und waren damit verboten.
Sein Neffe Jean d’Ormesson ist gleichfalls ein beachteter französischer Autor.

## Werke
- Les Jets d’eau, 1913
- La Préface d’une vie, 1919
- Nos illusions sur l’Europe centrale, 1922
- "La Question de Tanger", Revue de Paris, 1922
- Dans la nuit européenne, 1923
- Les résultats de la politique de la Ruhr, 1924
- Portraits d’hier et d’aujourd’hui, 1927
- La Première Mission de la France aux États-Unis, 1928
- La Confiance de l’Allemagne ?, 1929
- Enfances diplomatique, souvenirs, 1931
- La Grande Crise mondiale de 1857, 1932
- La Révolution allemande, 1934
- Qu’est-ce qu’un Français ?, 1935
- Vue cavalière de l’Europe, 1936
- L’Éternel Problème allemand, 1945
- La Ville éternelle, 1956
- Mission à Rome, 1957
- La Ville et les Champs, 1958
- La Papauté, 1958
- Les vraies confidences, 1962
- Auprès de Lyautey, 1963
- Présence du Général de Gaulle, 1971
- Les Propos, 1973

## Auszeichnungen
- Großkreuz der Ehrenlegion
- Großkreuz des Ordre national du Mérite
- Croix de guerre 1914–1918
- Großkreuz des Piusordens
- Orden Polonia Restituta